# Graham Vearncombe
Graham Vearncombe (né le 28 mars 1934 à Cardiff au Pays de Galles et mort le 30 novembre 1992) est un footballeur international gallois, qui évoluait au poste de gardien de but.

## Biographie

### Carrière en club
Avec le club de Cardiff City, il remporte trois Coupes du pays de Galles.

### Carrière en sélection
Avec l'équipe du Pays de Galles, il joue 2 matchs (pour aucun but inscrit) entre 1957 et 1960. 
Il joue son premier match en équipe nationale le 25 septembre 1957 contre l'Allemagne de l'Est, et son second le 28 septembre 1960 contre l'Irlande.
Il figure dans le groupe des sélectionnés lors de la Coupe du monde de 1958, sans jouer de matchs lors de la phase finale de cette compétition.

## Palmarès
Cardiff City
- Championnat d'Angleterre D2 :
  - Vice-champion : 1959-60.

- Coupe du pays de Galles (3) :
  - Vainqueur : 1955-56, 1958-59 et 1963-64.
  - Finaliste : 1959-60.